# Acropsopilio
Acropsopilio is een geslacht van hooiwagens uit de familie Caddidae.
De wetenschappelijke naam Acropsopilio is voor het eerst geldig gepubliceerd door Silvestri in 1904. 

## Soorten
Acropsopilio omvat de volgende 7 soorten:
- Acropsopilio australicus
- Acropsopilio boopsis
- Acropsopilio chilensis
- Acropsopilio chomulae
- Acropsopilio neozealandiae
- Acropsopilio normae
- Acropsopilio venezuelensis